# Eka Beselia
Eka Beselia (en georgiano: ეკა ბესელია; Senaki, 26 de octubre de 1979) es una abogada y política georgiana, parlamentaria en tres legislaturas (2008, 2012, 2016) y líder de Por la Justicia.

## Biografía
Nacida en Senaki, Beselia se graduó de la Universidad Estatal de Tbilisi con una licenciatura en derecho. Fue abogada del Colegio de Abogados de Georgia (1996-2012), miembro de la Asociación de Jóvenes Abogados de Georgia (1997-2012) y en 1998 fundó el despacho de abogados "Eka and Company", del que fue directora hasta 2012. Entre 2004 y 2005 fue nombrada en jurisprudencia y estándar de protección de derechos humanos del Tribunal Europeo de Derechos Humanos mediante Programa de las Naciones Unidas para el Desarrollo (PNUD). Desde 2005 es profesora invitada en el Centro de Formación del Ministerio de Justicia de Georgia. 
Para las elecciones presidenciales de 2008, ocupó el puesto número 6 en la lista de la coalición del Consejo Nacional Unido. En 2008-2012, fue miembro del Parlamento de la séptima legislatura de Georgia. Durante las protestas de 2009, Beselia fue una de los opositores que exigieron la dimisión de Míjeil Saakashvili. En 2010-2012 fue profesora asociada de la Universidad del Cáucaso. En las elecciones parlamentarias de 2012, fue elegida por el distrito de Poti por el bloque electoral: Bidzina Ivanishvili-Sueño Georgiano. En 2012, el Parlamento de Georgia eligió a Beselia como presidenta del Comité de Protección de los Derechos Humanos e Integración Civil. Desde 2013 es miembro del Presidium de la Academia Cólquida.
Para las elecciones parlamentarias de 2016, ocupó el puesto 13 en la lista de Sueño Georgiano, siendo elegida para la novena legislatura de Georgia. El 27 de diciembre de 2018, Beselia dimitió como presidenta de la Comisión Jurídica del Parlamento. El 22 de febrero de 2019, abandonó Sueño Georgiano y el 20 de junio de 2019 fundó el partido Por la Justicia.